# St. Peter (Huttenheim)

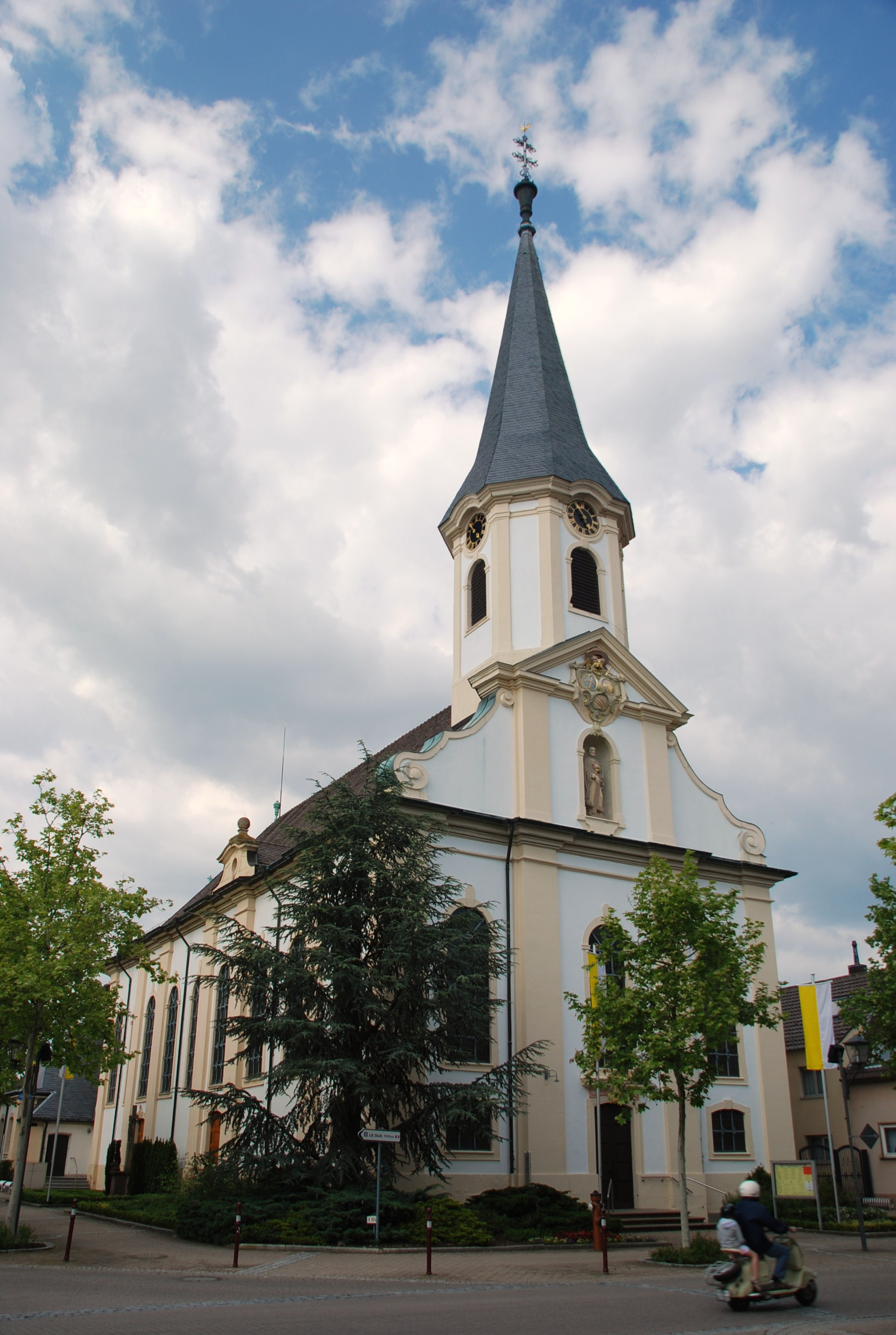
Pfarrkirche St. Peter

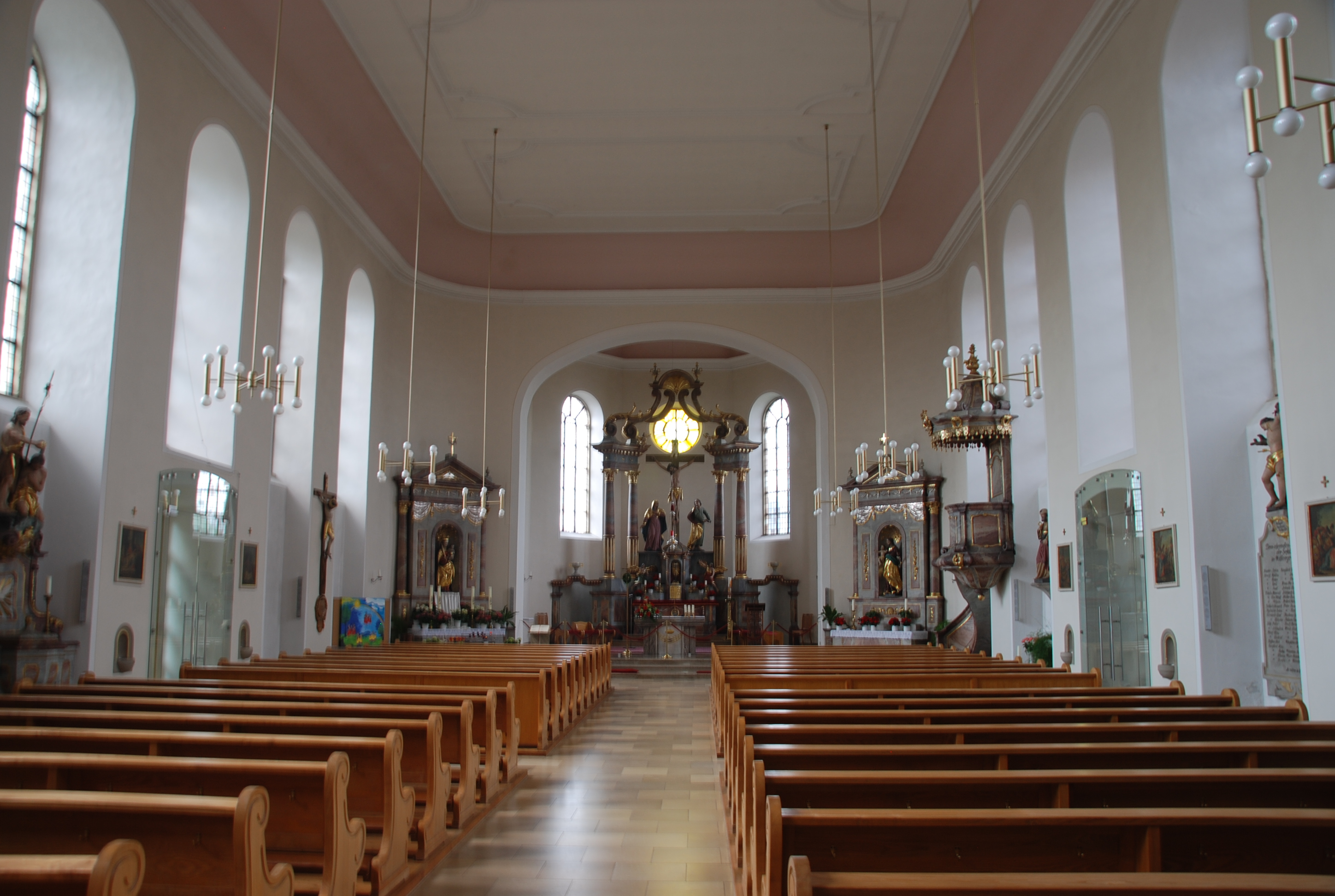
Innenraum

Die Pfarrkirche St. Peter ist eine barocke Pfarrkirche im Zentrum von Huttenheim. Die Kirche ist ein nach Norden orientierter einschiffiger, flachgedeckter Saalbau mit nach Süden gerichteter Fassade.
Nach der Planung von Johann Leonhard Stahl und zweijähriger Bauzeit wurde am 4. November 1763 durch Franz Christoph von Hutten die Kirche geweiht.

## Architektur
Die Kirche bestand ursprünglich aus einem einschiffigen Langhaus mit eingezogenem Chor und anschließender oktogonaler Kapelle am Chorhaupt. Die Grundrissdisposition wies lediglich die Besonderheit auf, dass das Turmuntergeschoss in die Kirche eingezogen war und dadurch das Langhaus auf sechs Achsen erweitert wurde. Durch diese Anlage, bei der der Turm in das letzte Langhausjoch integriert wurde, entstand die Möglichkeit, an der Fassade die Gliederung der Längsseiten des Langhauses ununterbrochen fortzuführen. Das Langhaus wurde 1896 bis 1898 um drei Achsen nach Norden erweitert und mit einem neuen Chor, der jedoch die Formen des ursprünglichen Baues wiederholt, geschlossen.

### Südseite
Die Hauptfassade ist durch Pilaster dreiteilig gegliedert, das Kranzgesims der Längsseiten der Kirchen wird über die Fassade hinweggeführt. Über dem Gesims sind die beiden inneren Pilaster, die die Mittelachse flankieren, in schwächerer Dimensionierung fortgesetzt; sie tragen einen Dreiecksgiebel, in den das erst 1896 ausgeführte Allianzwappen Speyer-Weißenburg-Hutten eingelassen ist. In dem Wandfeld unter dem Wappen befindet sich eine rundbogige Figurennische, seitlich ist der Giebel jeweils mit einer Volute geziert.

### Hauptportal, Turm und Glocken
Das Hauptportal in der Mittelachse besitzt ein einfaches Hausteingewände und reicht bis unmittelbar unter die Sohlbank des Mittelfensters. In den seitlichen Achsen, neben dem Portal, sind zuunterst querrechteckige Fenster mit stichbogigem Abschluss eingelassen. Über dem bekrönenden Dreiecksgiebel der Fassade wächst aus der Dachschrägen der achteckige Turm mit seinem Spitzhelm hervor. Er besitzt an vier Seiten jeweils rundbogige Schallöffnungen und Turmuhren.
Das Geläut besteht aus vier wohlklingenden Stahlglocken des Bochumer Vereins für Gussstahlfabrikation in den Tönen cis′-e′-g′-b′. Die kleine Glocke im Ton b′ wurde 1953, die drei Glocken cis′-e′-g′ bereits im Jahr 1921 vom Bochumer Verein gegossen. Seit dem Bau der Kirche durfte dies nun der zweite Glockensatz sein.

### Seitenfassaden
An den Seitenfassaden waren ursprünglich nur die Mittelachse und die dem Turmjoch zugehörige südliche Achse durch Pilasterstellungen hervorgehoben. Trotz der späteren Veränderungen hat der Bau sein durch Johann Leonhard Stahl bestimmtes Gepräge erhalten.